# Amara Diané
Amara Diané (* 19. August 1982, Bingerville, Elfenbeinküste) ist ein ehemaliger ivorischer Fußballspieler. Er bestritt insgesamt 105 Spiele in der französischen Ligue 1.

## Karriere

### Verein
Diané lief für die Jugendmannschaften von FC Mantes und ASEC Abidjan auf, ehe er seine Profikarriere 2002 beim US Roye begann. In 34 Spielen erzielte er 26 Tore und lenkte damit die Aufmerksamkeit auf sich. Bereits ein Jahr später wechselte er zum damaligen französischen Zweitligisten Stade Reims. Nach zwei Spielzeiten unterschrieb der Außenstürmer in die Ligue 1 und schloss sich Racing Strasbourg an. Für eine Ablösesumme von 3 Millionen Euro tauschte er bereits nach einem Jahr wieder den Verein und unterzeichnete bei Paris SG. In der Saison 2007/08 war er Top-Scorer des Hauptstadtklubs. Trotz dieser Leistung verließ er den Verein und unterzeichnete in Katar bei al-Rayyan Sport-Club einen Vier-Jahres-Vertrag. Als Grund für den Wechsel gab Diané den höheren Verdienst bei seinem neuen Arbeitgeber an. Anfang 2011 verließ er al-Rayyan zu Ligakonkurrent al-Gharafa. Anschließend spielte er zwei Spielzeiten in den Vereinigten Arabischen Emiraten. Ab Juli 2013 war er ein Jahr ohne Verein, ehe er sich im September 2014 dem belgischen Zweitligisten AFC Tubize anschloss. Dort beendete er Anfang 2015 seine Laufbahn.

### Nationalmannschaft
Am 18. August 2006 wurde Diané das erste Mal für die Nationalmannschaft der Elfenbeinküste nominiert. Wegen einer Verletzung konnte er diese Möglichkeit nicht nutzen. Am 15. September des gleichen Jahres wurde er das zweite Mal berufen, kam allerdings beim Freundschaftsspiel gegen Schweden nicht zum Einsatz. Erst im März 2007 durfte er die Farben seines Heimatlandes auch auf dem Fußballfeld vertreten, als er im Qualifikationsspiel zur Afrikameisterschaft gegen Madagaskar eingesetzt wurde. Beim 3:0-Sieg der Elefanten markierte er auch gleich sein erstes Tor im Nationaldress.